# 張瓈文
張 瓈文（Chang Li-Wen、チャン・リウェン、1995年2月27日 - ）は、台湾の女子バレーボール選手である。チャイニーズタイペイ代表。

## 来歴
台北市立内湖高級中学、国立台湾師範大学卒業。
2013年から企業排球聯賽でプレー。2015年には中國人纖女排 (zh) で優勝を経験している。
2021年、当時のチャイニーズタイペイ代表監督である黒葛原浩二の仲介によってカザフスタンのAltay VCに加入し、セカンドチームでプレーした。
2022年、V.LEAGUE DIVISION2のルートインホテルズ Brilliant Ariesに加入した。この年のV.LEAGUEでプレーする台湾人選手は張育陞、陳建禎に続き3人目で、日本でプレーする台湾人の女子選手は邱金治に続き2人目となった。2022-23シーズンではサーブ賞を獲得した。2024年に退団。

## 球歴
- チャイニーズタイペイ代表（2012年-）

## 受賞歴
- 2021年 - 企業排球聯賽 ベストオポジット
- 2023年 - 2022-23 V.LEAGUE DIVISION2 WOMEN サーブ賞

## 所属チーム
- 匯竑國際女排（2013-2014年）
- 中國人纖女排 (zh) （2014-2021年）
- Altay VC-2（2021-2022年）
- ルートインホテルズ Brilliant Aries（2022-2024年）
- 新北中纖女排 (zh) （2024年-）